# David Nutt
David John Nutt (nacido 16 de abril de 1951) es un Neuropsicofarmacologo inglés especializando en la búsqueda de fármacos que afectan el cerebro y situaciones como padecer adicción, ansiedad, y sueño. Hasta 2009 fue el director de la unidad de Psicofarmacología de la Universidad de Bristol. Desde entonces ha sido miembro de la mesa de directores en Neuropsicofarmacología en Imperial College London y director de la Unidad de Neuropsicofarmacología en la División de Ciencias del Cerebro. Nutt fue un miembro del "Committee on Safety of Medicines", y Presidente de la European College of Neuropsychopharmacology. Su libro Drugs Without the Hot Air (UIT press) ganó el Premio Transmission Prize for Communicating Science en 2014.

## Biografía
Nutt Completó su educación secundaria en Bristol Grammar School, luego realizó sus estudios de medicina en la medicina estudiada entonces en la Downing College, Cambridge, graduando en 1972. En 1975, completo su formación clínica en el Guy's Hospital.
Trabajo como científico clínico en el Radcliffe Infirmary de 1978 a 1982 dónde llevó a cabo una investigación básica sobre la función del receptor de benzodiacepinas/complejo ionóforo GABA, los efectos a largo plazo del tratamiento con agonistas de la BZ y la asimilación de los agonistas inversos parciales de la BZ. Este trabajo culminó en 1982 con un trabajo pionero en Nature (journal) que describía por primera vez el concepto de agonismo inverso (usando su término preferido, "contragonismo"). De 1983 a 1985, fue lectured en psiquiatría en la Universidad de Oxford. En 1986,  fue el científico visitante de Fogarty en el National Institute on Alcohol Abuse and Alcoholism en Bethesda, MD, en las afueras de Washington, D.C. Regresando al Reino Unido en 1988, se unió a la University of Bristol  como director de la Unidad de Psicofarmacología. En 2009, estableció el Departamento de Neuropsicofarmacología e Imágenes Moleculares en el Imperial College de Londres, tomando una nueva cátedra dotada por la Fundación Filantrópica Edmond J Safra. Es un editor de la Journal of Psychopharmacology, y es también el presidente del European Brain Council.
En 2007 Nutt publicó un estudio polémico sobre los daños del uso de fármaco en The Lancet. Eventualmente, esto lo llevó a ser despedido de su puesto en el Advisory Council on the Misuse of Drugs (ACMD, por sus siglas en inglés). Posteriormente, Nutt y varios de sus colegas que habían dimitido del ACMD fundaron el Independent Scientific Committee on Drugs

Un resumen de los resultados de Nutt 2010 papel en The Lancet

En noviembre de 2010, Nutt publicó otro estudio en The Lancet, en coautoría con Les King y Lawrence Phillips en nombre de este comité independiente. Esto clasificó el daño causado a los usuarios y a la sociedad por una serie de fármacos. Debido en parte a las críticas por la ponderación arbitraria de los factores en el estudio de 2007, el nuevo estudio empleó un procedimiento de análisis de decisión de criterios múltiples y encontró que el alcohol es más dañino para la sociedad que la heroína y el crack, mientras que la heroína, el crack y la metanfetamina (metanfetamina cristal) son las drogas más dañinas para los individuos. Nutt También ha escrito sobre este tema en diarios para el público general, a veces dirigiendo desacuerdos públicos con otros investigadores.
Nutt también está haciendo campaña para un cambio en las políticas de drogas del Reino Unido para dar más oportunidades de investigación sobre sustancias controladas.

### Alcosynth
A partir de alrededor de 2014, Nutt dijo que tiene la intención de sacar al mercado una droga recreativa que tiene el mismo efecto que el alcohol pero hace menos daño físico; un reemplazo más seguro. Él lo llama "alcosynth", pero no revela la(s) sustancia(s) química(s) exacta(s). Las primeras pruebas utilizaron un derivado benzodiacepínico, pero los candidatos posteriores no lo hacen. También una droga que él llama "chaperón" y que, según él, atenúa los efectos del alcohol.
Según un artículo de Michael Slezak en el New Scientist de diciembre de 2014, el fármaco "chaperón" era el 5-metoxi-2-aminoindano (MEAI), que fue "creado" por un químico de drogas recreativas que se hace llamar "Dr. Zee", que presentó una solicitud de patente sobre el fármaco en noviembre de 2014 y, cuando se publicó el artículo, iba a donar la solicitud de patente a la organización sin ánimo de lucro de Nutt.
En octubre de 2016 ninguno de estos compuestos estaba disponible para los consumidores, no se conocían sus efectos a largo plazo sobre la salud, y no había ninguna investigación publicada sobre ellos. En marzo de 2017, Nutt publicó en la revista Toxicology and Applied Pharmacology un artículo revisado por expertos sobre el MEAI, seguido de otro en febrero de 2018 en el que se detallaba la farmacocinética, la farmacodinámica y el metabolismo del MEAI. En 2018, una empresa de los Estados Unidos comenzó a ofrecer una bebida a base de MEAI llamada "Pace".
En 2018, la empresa Alcarelle de Nutt solicitó patentes para una serie de nuevos compuestos, denominados Alcarelle, que se asemejan más a los efectos del alcohol.
En colaboración con Amanda Feilding y la Fundación Beckley, David Nutt está trabajando en los efectos de los psicodélicos en flujo de sangre cerebral. En marzo de 2015 se anunció que un sitio de financiación colectiva creado por Nutt para recaudar fondos para investigar los efectos del LSD en el cerebro había atraído a más de 1.000 patrocinadores en menos de una semana. El estudio, que forma parte del Programa de Investigación Psicodélica de la Fundación Beckley, buscó inicialmente recaudar £25,000 para un estudio de imagenología fMRI y MEG sobre el LSD en el cerebro. Sin embargo, después de que se recaudaron unas 50.000 libras esterlinas en menos de una semana, los objetivos de investigación se ampliaron para incluir otras 50.000 libras esterlinas para investigar el LSD y la creatividad y la resolución de problemas. Nutt y sus colegas ya han llevado a cabo un estudio de imagenología cerebral de personas que habían tomado psilocibina, mostrando que la sustancia química jugó un papel en la red de modo predeterminado, un área del cerebro implicada en la depresión, el TOC y la enfermedad de Alzheimer.

## Posiciones de gobierno
Nutt Trabajó como un asesor del Ministerio de Defensa del Reino unido, del Departamento de Salud, y el Ministerio del Interior.
Trabajó en el Comité de Seguridad de Medicamentos, donde participó en una investigación sobre el uso de antidepresivos ISRS en 2003. Su participación fue criticada ya que, debido a su interés financiero en GlaxoSmithKline, tuvo que retirarse de las discusiones sobre el medicamento paroxetina. En enero de 2008 fue nombrado presidente del Consejo Asesor sobre el Uso Indebido de Drogas (ACMD), habiendo sido previamente presidente del Comité Técnico del ACMD durante siete años.

Comparación del daño percibido para varios fármacos psicotrópicos de una encuesta entre psiquiatras especializados en tratamiento de adicción. El papel asociado estuvo escrito por Nutt e incluido en su conferencia polémicare

En febrero de 2009 fue criticado por el Ministro del Interior, Jacqui Smith, por afirmar en el periódico que el éxtasis de la droga no era estadísticamente más peligroso que una adicción a la equitación.En declaraciones al Daily Telegraph, Nutt dijo que el objetivo era "lograr que la gente comprenda que el daño causado por las drogas puede ser igual a los daños en otras partes de la vida". En enero de 2009 publicó en el Journal of Psychopharmacology un editorial ('Equasy - An overlooked addiction with implications for the current debate on drug harms') en el que se comparaban los riesgos asociados con la equitación (1 evento adverso grave cada ~350 exposiciones) con los del éxtasis (1 evento adverso grave cada ~10.000 exposiciones).
En febrero de 2009 fue criticado por el Ministro del Interior, Jacqui Smith, por afirmar en el periódico que el éxtasis de la droga no era estadísticamente más peligroso que una adicción a la equitación. En declaraciones al Daily Telegraph, Nutt dijo que el objetivo era "lograr que la gente comprenda que el daño causado por las drogas puede ser igual a los daños en otras partes de la vida". Jacqui Smith afirmó estar "sorprendida y profundamente decepcionada" por los comentarios, y añadió: "Estoy segura de que la mayoría de la gente simplemente no aceptaría la relación que él establece en su artículo entre la equitación y el consumo de drogas ilegales". También insistió en que se disculpara por sus comentarios, y le pidió que se disculpara también ante "las familias de las víctimas del éxtasis".
La cuestión del desajuste entre la clasificación de los legisladores de las drogas recreativas, en particular la del cannabis, y las medidas científicas de su nocividad se planteó de nuevo en octubre de 2009, tras la publicación de un folleto que contenía una conferencia que Nutt había dado en el Centro de Estudios sobre Delincuencia y Justicia del King's College de Londres en julio de 2009. En este sentido, Nutt repitió su opinión de que las drogas ilícitas deberían clasificarse de acuerdo con las pruebas reales del daño que causan, y presentó un análisis en el que nueve `parámetros de daño' (agrupados como `daño físico', `dependencia' y `daños sociales') revelaron que el alcohol o el tabaco eran más dañinos que el LSD, el éxtasis o el cannabis. En este ranking, el alcohol ocupó el quinto lugar detrás de la heroína, la cocaína, los barbitúricos y la metadona, y el tabaco el noveno, por delante del cannabis, el LSD y el éxtasis, dijo. En esta clasificación, el alcohol y el tabaco aparecían como drogas de Clase B, y el cannabis fue colocado en la parte superior de la Clase C. Nutt también argumentó que el consumo de cannabis creaba sólo un "riesgo relativamente pequeño" de enfermedad psicótica, y que "la obscenidad de perseguir a los consumidores de cannabis de bajo nivel para protegerlos es más que absurda". Nutt se opuso a la reciente actualización (después de 5 años) del cannabis de una droga de clase C a una de clase B (y por lo tanto de nuevo a la par con las anfetaminas), considerándolo políticamente motivado en lugar de científicamente justificado. En octubre de 2009, Nutt tuvo un desacuerdo público con el psiquiatra Robin Murray en las páginas de The Guardian sobre los peligros del cannabis como desencadenante de la psicosis.

## Honores
Es un miembro de la Royal College of Physicians, Royal College of Psychiatrists  y la Academy of Medical Sciences. Es profesor visitante en Australia, Nueva Zelanda y los Países Bajos. Fue presidente de la Asociación Británica de Psicofarmacología y del Colegio Europeo de Neuropsicofarmacología. Fue galardonado con el Premio John Maddox 2013 por promover la ciencia y la evidencia sólidas en un asunto de interés público, a la vez que se enfrentaba a dificultades u hostilidad al hacerlo. Ha sido presidente de la Asociación Británica de Neurociencias y actual presidente del Consejo Europeo del Cerebro.